# 西加積站
西加積站（日语：／ Nishi-Kazumi eki */?）是隸屬於富山地方鐵道的鐵路車站，車站編號為T15，座落於富山縣滑川市內，只停靠普通列車。急行列車及特急列車均為通過站。

## 車站結構
現時採用簡易車站模式，並不設站房，僅在月台近出入口處興建了一座細小的有蓋候車室。附加亦未有設任何配套設施。

## 月台配置
只設有側式月台1座，除候車室外，其餘均為全露天式月台。有效長度為3輛。
列車靠站時，往宇奈月溫泉站方向為左側上落，往上市站方向為右側上落。
| 路線  | 方向 | 目的地                                 | 備註 |
| ----- | ---- | -------------------------------------- | ---- |
| ■本線 | 上行 | 電鐵富山方向                           |      |
| ■本線 | 下行 | 中滑川、電鐵黑部、舌山、宇奈月溫泉方向 |      |

## 歷史
- 1913年6月25日：立山輕便鐵道 滑川站 - 五百石站開通，採用762mm軌距、蒸氣火車行駛，本站為中途站，稱為「梅澤站」（梅沢駅）[1]。
- 1917年6月25日：立山輕便鐵道改名為立山鐵道。
- 1921年3月19日：車站改名為「西加積站」[2]。
- 1931年：

- 3月20日：富山電氣鐵道與立山鐵道合併。
- 11月6日：富山電氣鐵道上市口站（即現上市站）～滑川站電化路段開業，改用1067mm、1500V電化列車行駛。762mm軌距蒸氣火車停駛、廢線。

- 1943年1月1日：富山縣內所有鐵道會社合併於富山電氣鐵道下，改名為「富山地方鐵道」。
- 2019年3月16日：增設車站編號[3]。

## 利用狀況
| 1日上落人員推算 | 1日上落人員推算 |
| 年度            | 1日平均人數     |
| --------------- | --------------- |
| 2011年          | 226             |
| 2012年          | 229             |
| 2013年          | 221             |
| 2014年          | 224             |
| 2015年          | 235             |

## 相鄰車站
富山地方鐵道
■本線
特急「宇奈月」、「阿爾卑斯」、快速急行
通過
普通
中加積（T14）－西加積（T15）－ 西滑川（T16）

## 外部連結
- 富山地方鐵道西加積站公式網頁。 （页面存档备份，存于）（日語）